# Victoria Ann Funk
Victoria Ann Funk (Owensboro, Kentucky, 26 de noviembre de 1947-22 de octubre de 2019), siempre como Vicki Funk o Vicki A. Funk, fue una botánica y brióloga estadounidense. Desarrolló actividades académicas como taxónoma, curadora y científica investigadora senior en el Herbario Nacional de Estados Unidos, de la Smithsonian Institution.

## Biografía
Licenciada en historia, física y biología de la Universidad Estatal Murray, trabajó como profesora de secundaria en Kentucky y como instructora en el proyecto Apolo antes de completar una maestría en biología en 1975. En 1980 se le concedió un doctorado de la Universidad Estatal de Ohio por un estudio de la sistemática de Montanoa Cerv. (Asteraceae), tras lo cual se unió al personal de la Institución Smithsoniana, en un principio como curadora asistente. Fue conservadora visitante en Kew Gardens (1991-1994) y académica visitante en la Universidad de Queensland (2001-2003).
Realizó expedicionies botánicas a:
- América del Sur Templada: Argentina, Chile
- Australasia: Australia
- Continente Americano Central: Belice, Costa Rica, Guatemala, Honduras, México
- Sudamérica Tropical: Bolivia, Colombia, Ecuador, Guyana, Perú, Venezuela
- Región Brasileña: Brasil
- Región china
- Caribe: Cuba, República Dominicana, Jamaica
- Región Myanmar: India, Nepal
- África del sur
- Norteamérica: Estados Unidos

Es profesora adjunta en las Universidades George Mason y Duke. Desde 1988 dirigió el Programa de Diversidad Biológica del Escudo Guayanés (BDG). Como especialista en la familia de las compuestas, centró su investigación en la evolución y biogeografía de plantas de las tierras altas de América del Sur. Recogió más de 12 000 especímenes, a partir de 1976, durante un extenso trabajo de campo en América Central y del Sur y en los viajes más cortos en otras partes del mundo. La mayoría de sus expediciones fueron en zonas sobre las que se sabía muy poco; algunos, como el trabajo en el volcán Arenal en Costa Rica y en la reserva natural de Tambopata en el Perú, eran de sitio específico; en expediciones más recientes, el material se recogió para el análisis de ADN, así como estudios morfológicos.

## Algunas publicaciones
- v.a. Funk, a. Susanna, t.f. Steussy, r.j. Bayer. 2009. Systematics, Evolution, and Biogeography of Compositae. Ed. Internat. Assoc. for Plant Taxon. (IAPT) Viena. 236 pp. cid Funk & Susanna

- e.o. Wiley, d.r. Brooks, d. Siegel-Causey, v.a. Funk. 1991. The compleat cladist: A primer of phylogenetic procedures. Museum of Natural History, Lawrence, KA. 158 pp.

- pamela burns-Balogh, v. a. Funk. 1986. A Phylogenetic Analysis of the Orchidaceae. Smithsonian Institution. Contributions to Botany 61. 79 pp.

## Honores

### Membresías
Asociación Estadounidense para el Avance de la Ciencia, la Sociedad Americana de taxónomos vegetales, Asociación Latinoamericana de Botánica, Asociación para la Biología Tropical y Conservación, Sociedad Botánica de América, Comisión para la Flora Neotrópica, Club de Exploradores, Asociación Internacional para la Taxonomía Vegetal, Sociedad Internacional de Biogeografía, Sociedad Linneana de Londres, Sociedad Botánica de México, Sociedad de Biólogos sistemáticos de Australia, Sociedad de Biólogos sistemáticos, Sociedad de África Meridional de Biología sistemática, Species Plantarum, Asociación sistemática , Club de biólogos de campo de Washington, Sociedad de Willi Hennig.
- La abreviatura «V.A.Funk» se emplea para indicar a Victoria Ann Funk como autoridad en la descripción y clasificación científica de los vegetales.[5]